# Королівський палац (Брюссель)
Королівський палац у Брюсселі (нід. Koninklijk Paleis van Brussel, фр. Palais Royal de Bruxelles, нім. Königlicher Palast von Brüssel) — офіційна резиденція бельгійського монарха, розташована в центрі столиці в Брюссельському парку.
Бельгійська королівська сім'я насправді проживає в Лакенському палаці, розташованому в брюссельському районі Лакен. Королівський палац використовується королем переважно як місце для офіційних заходів.
Сучасний фасад у стилі класицизму з'явився лише в 1900-х роках. Будівлю палацу почали будувати в кінці XVIII століття. До цього на цьому місці знаходився Кауденберг, замок-резиденція герцогів Брабантських, побудований наприкінці XI століття і знищений пожежею в 1731 році.
Королівський палац не слід плутати з Будинком короля («Хлібним будинком») на площі Гран-плас, який, незважаючи на назву та розташування в історичному центрі Брюсселя, ніколи не використовувався для потреб монархів.